# War Plan Red
     Stany Zjednoczone
     Wielka Brytania i jej posiadłości zamorskie

Świat w latach 30. XX wieku:
Stany Zjednoczone
Wielka Brytania i jej posiadłości zamorskie

War Plan Red – strategiczne plany Stanów Zjednoczonych do hipotetycznej wojny z Wielką Brytanią („czerwone” siły). Jedne z planów wojennych USA oznaczonych kolorami.
Obejmowały w głównej mierze strategię działań sił USA przeciwko wojskom brytyjskim w stanowiącej dominium brytyjskie Kanadzie (planowano zakrojoną na wielką skalę inwazję na Kanadę) oraz działania morskie przeciwko Wielkiej Brytanii na Atlantyku.
Wedle planów pierwsze amerykańskie uderzenie (przeprowadzone w możliwie jak najkrótszym czasie od momentu rozpoczęcia wojny) miało doprowadzić do zajęcia kanadyjskiego portowego miasta Halifax w Nowej Szkocji, co miało znacząco utrudnić Brytyjczykom transport morski pomiędzy Wielką Brytanią a Kanadą.
Plany opracowane zostały przez Armię Stanów Zjednoczonych w latach 20., zaaprobowane w maju 1930 r. przez sekretarza wojny Stanów Zjednoczonych i sekretarza marynarki, uaktualnione w latach 1934–35. Wycofane w 1939 r. z powodu wybuchu II wojny światowej i odtajnione w roku 1974.